# Audaux
Audaux är en kommun i departementet Pyrénées-Atlantiques i regionen Nouvelle-Aquitaine i sydvästra Frankrike. Kommunen ligger i kantonen Navarrenx som tillhör arrondissementet Oloron-Sainte-Marie. År 2022 hade Audaux 168 invånare.

## Befolkningsutveckling
Antalet invånare i kommunen Audaux
| Referens: INSEE |